# Anastatus urichi
Anastatus urichi är en stekelart som först beskrevs av James Waterston 1922.  Anastatus urichi ingår i släktet Anastatus och familjen hoppglanssteklar. Inga underarter finns listade i Catalogue of Life.